# 基礎スキー
基礎スキー（きそスキー）は、スキー競技の一種。デモスキーとも呼ばれる。アルペンスキーが規制された区間を滑る“時間”を競うのに対し、規定された演目の中での“正確性・合理性”によって競われる日本独自の採点競技。全日本スキー技術選手権大会（以下、技術選）などがそれにあたる。

## 概要
基礎スキーは、ターンの質・スピード・合理性などを競う採点競技である。旗門で規制された区間を滑るアルペン競技（滑降、大回転など）のような「タイム」や、フリースタイル・スキー（モーグル、エアリアルなど）のような「技の難易度」といった概念は存在しない。（タイムの概念は、後述の制限滑降を除く）設定された競技種目の中で、選手の演技に対して、どのような技術を使ってどれだけ質の高いターンを行ったか、審判員が採点した結果により順位を決定する。様々な競技種目を通じて「いかに上手く滑るか」を競う競技である。

## 競技会
全日本スキー連盟（以下SAJ）における技術選、日本プロスキー教師協会（以下SIA）におけるデモンストレーター選考会を頂点として、これら大会の各地域における予選会やその他草大会など、様々な競技会が行われている。下記のような競技種目を複数行い、合計得点で順位を競う。

### 主な競技種目
- 大回り（ロングターン）
- 中回り（ミドルターン）
- 小回り（ショートターン）
- 総合滑降（フリー）
- 規制：ポールやマーカーなどにより、主にターンのサイズや回転数などを規制して行う。
- 制限滑降：アルペン競技の大回転・回転のように旗門を設定し、タイムを競う。現在では種目として設定されない競技会も多い。

### 設定斜面
- 斜度による分類
  - 急斜面：およそ25度～の斜度を持つ斜面。
  - 中斜面：およそ15度～25度程度の斜度を持つ斜面。
  - 緩斜面：およそ～15度程度の斜度を持つ斜面。
  - 総合斜面：急斜面・中斜面・緩斜面を備え、ウェーブやうねりなどを持つ斜面。
- 雪面状況による分類
  - 整地：圧雪車などを用い、雪面の起伏をならした平坦な斜面
  - 不整地：前述の整地作業を行わない斜面。いわゆるコブ斜面であることが多い。
  - ナチュラルバーン：整地のように斜面の凹凸をなくしたり、不整地のように凹凸を残したりせず、日常のゲレンデのように、一般スキーヤーが滑った後の状態を残した斜面。
  - 人工斜面：通常のゲレンデに、コブやウェーブなどを人為的に作成された斜面。

設定される競技種目の例
- 大回り・急斜面・整地
- 小回り・急斜面・不整地
- 総合滑降・総合斜面・ナチュラルバーン

### 採点方法
競技会の規模などにもよるが、複数の審判員による採点が行われるのが一般的である。以下にその一例を記す。
- 五審五採用：審判員は5名。審判員はおのおの満点中の20％の採点を行い、5名の点数を合計し、選手の得点とする。100点満点。全日本スキー技術選手権大会において行われている[1]。
- 五審三採用：審判員は5名。審判員はおのおの100点満点の採点を行い、5名のうち最高点、最低点の2名の点数を除いた3名の点数を合計し、選手の得点とする。300点満点。
- 三審三採用：審判員は3名。審判員はおのおの100点満点の採点を行い、3名の合計点を選手の得点とする。300点満点。

### 採点に関する問題点及び関連規定
採点基準が公表されておらず、明確ではない。なお、審判長を含めた裁定委員会（ジュリー）構成員における採点基準等の決めごとに関する伝達事項は、大会前から開催期間中にかけて複数回開催されるジュリー会議によって伝達され、審判長は審判団の結成・統括時にその内容を審判員に伝達するとしている。

## 用具
基本的には他のスキー競技で使用されるものと大差ないが、アルペン競技向けの用具をモディファイしたものが基礎スキー向けの用具として販売されることが多い。国際スキー連盟（FIS）公認のレースでは規制されるスキー板の回転半径などが、基礎スキー競技では規制対象とならないものもあることから、アルペン競技向けに販売される用具と比べてメーカー側の設計自由度も高く、競技者としても様々な用具が選べるというメリットもある。
他のスポーツ用具にも共通することだが、初心者・初級者がトップレベルの用具を使用した場合、逆に技術上達の妨げとなってしまうこともある。そのため選手の技術レベル・体格・技術の指向などによって選択することが望ましい。
なお、技術選では別に定める全日本スキー技術選手権大会要項において、選手の公式用具・用品について定めるとしている。

### スキー板
アルペン競技の最高峰であるFISワールドカップでは、非常に硬いアイスバーンにおいて高いスピード域（滑降競技においては時速100km以上）で競技が行われるが、日本の基礎スキー競技ではそれと比して、雪面も柔らかく、求められるスピード域も低いことが多いため、スキー板のフレックス（曲げ剛性）・トーション（ねじれ剛性）を始めとして、各用具の限界域を低めに設定されるものが多い。しかし競技種目の内容や状況により、選手が「アルペン競技向けの用具を使用した方が高評価が得られる」と判断した場合や、アルペン競技の現役選手が基礎スキー競技に臨む場合など、アルペン競技向けの用具がそのまま使用されることもある。
また本格的に基礎スキー競技会に参加する選手の中では、設定される競技種目・雪面状況・審判員の観点・選手の表現したい滑りなどに応じ、複数本のスキー板を使い分けることも一般的である。
- 大回り（ロングターン）向け：アルペン競技の大回転競技で使用されるスキー板に近い。近年の競技会においては男子選手の場合、回転半径（ラディウス＝R）が18～25m程度、長さ180～190cm程度のものが主流である。
- 小回り（ショートターン）向け：アルペン競技の回転競技で使用されるスキー板に近い。近年の競技会においては男子選手の場合、回転半径11～15m程度、長さ160～165cm程度のものが主流である。
- その他：上述の中間的な性格を持ち、様々な状況にオールラウンドに対応できるよう設計されたスキー板も数多く存在する。回転半径15m前後、長さ170cm程度のものが主流。

### スキーブーツ
スキーブーツはスキー板と異なり、基礎スキー向けとして明確に定義されることはあまりない。特に技術レベルの高い選手は、各メーカーがトップモデルと設定するブーツを使用することが多いため、その場合にはアルペン競技と基礎スキー競技との用具の差はほとんどない。

### ストック
スキーブーツと同様に、他のアルペン競技で使用されるものと大差ないが、アルペン競技の高速系種目（滑降、スーパー大回転など）で使用されるように曲げられたストックが基礎スキーで使用されることは稀である。大回り種目よりも小回り種目、整地斜面よりも不整地斜面において、短めのストックが使用される事もあり、その点から最近では伸縮可能なストックを使うケースもある。

### スキーウェア
基礎スキー向けとして販売されるものは、選手の運動を妨げないよう立体裁断のデザインを取り入れたり、ストレッチ素材を用いているものが多い。また脚部の運動やシルエットを審判員に対してアピールするために、パンツの側面にラインがデザインされる場合もある。
アルペン競技は100分の1秒を競うために空気抵抗低減の目的でレーシングワンピースが用いられることが一般的で、かつては基礎スキーにおいてもスピードが求められる種目（大回り、総合滑降など）で使用されていたこともあるが、現在は技術選の規定で使用が禁止されたことを契機として主流となっておらず、市販品のルーズフィットなウェアだけが許されている。

### ヘルメット・ゴーグル
技術選については現在の規則においてヘルメットの着用義務が明記され、ヘルメットは必ず着用しなければならないと定めている。これは同じくSAJが主催となる全日本ジュニアスキー技術選手権大会（以下、ジュニア技術選）においても同じである。
技術選・ジュニア技術選以外の大会は主催側により規則がまちまちなものの、かねてからSAJやSIAなどで、日本国内におけるスキーヤーのヘルメット着用率が低い事からヘルメットの着用を推奨しているほか、SAJなどの安全面等の方針を認識して大会規則が技術選やジュニア技術選に準じているケースや、各種基礎スキー大会のイグザミナーがSAJの公認スキー検定員からも選出されているケースもあり、ヘルメット着用義務規定がなくても、未着用の場合では安全面を認識していないとみなされて採点に影響すると考えられていて（なお、上記「採点に関する問題点及び関連規定」中の内容からあくまでも推測である）、選手のヘルメット着用率は高い。
ゴーグルについては義務ではないものの、かねてからSAJやSIAなどでは事故の際に割れたサングラスで顔面を負傷する事例がある事からゴーグルの着用を推奨していて、これまでも技術選など基礎スキー大会選手のほとんどが安全性向上（転倒時のケガ防止など）の点からSAJなどの方針を認識している事と、ヘルメットと同様にゴーグル未着用の場合に安全面を認識していないとみなされて採点に影響すると考えられていて、ゴーグルの着用率も高くなっている。

### その他用具
その他、スキーグローブ・帽子・サングラスなどは、特に基礎スキー向け用具として扱われることはあまりないが、スキーグローブは防寒性・手のフィット感・ストックの握りやすさなどを兼ね備えた相性の良い物が選ばれる。
帽子とサングラスについては、技術選やジュニア技術選以外の大会で規則が無ければ着用しても違反とはならないが、帽子とサングラスの着用では採点に影響があると考えられていて（上記「ヘルメット・ゴーグル」参照）、基礎スキー大会においての帽子とサングラスの着用例はかなり少ない。

## 技術検定
SAJ・SIAともに、スキー技術のレベルの目安として、技術検定を設定・実施しており、基礎スキー競技で行われる種目や、審判の観点に近い。詳細に関しては、前者はSAJのバッジテストを、後者はSIAの「技術検定」の項目を参照。

## 主な選手
スキースポーツが盛んで、幼いころよりスキーに親しむ環境にある雪国（北海道、新潟県、長野県など）出身の選手が多い。また大半の選手がアルペン競技の競技経験を持っている。
- SAJ 2009年 第46回 全日本スキー技術選手権大会 上位10名
  - 男子選手
    - 柏木 義之
    - 井山 敬介
    - 丸山 貴雄
    - 山田 卓也
    - 片山 秀斗
    - 吉岡 大輔
    - 藤井 守之
    - 宮下 征樹
    - 水落 亮太
    - 岡田 利修

  - 女子選手
    - 松沢 聖佳
    - 小野塚 彩那
    - 三星 佳代
    - 小野塚 真代
    - 中田 良子
    - 高橋 育美
    - 沖 聖子
    - 佐藤 麻子
    - 輪島 千恵
    - 藤田 潤子